# Єпімахов Олександр Леонідович
Єпімахов Олександр Леонідович (нар. 2 листопада 1961, Сімферополь) — російський політик, депутат Ради Федерації Федеральних Зборів РФ першого скликання (1993—1995).

## Біографія
Народився 2 листопада 1961 року в Сімферополі (Кримська область, Українська РСР).
Закінчив Новосибірське вище військово-політичне училище імені 60-річчя Великого Жовтня. Служив у ВДВ та брав участь у військових діях в Афганістані.
Працював викладачем військової справи, фізкультури та основ суспільних наук у Мценському металургійному технікумі.
1993 року О. Л. Єпімахов був обраний першим секретарем Мценського міськкому КПРФ.
12 грудня 1993 він був обраний депутатом Ради Федерації Федеральних Зборів РФ першого скликання від Орловської області по Орловському двомандатному виборчому округу № 57. Член партії КПРФ.
1994 — член комітету Ради Федерації з питань безпеки і оборони, потім заступник голови комітету Ради Федерації з питань безпеки і оборони.
Одружений, має сина.
Нагороджений двома Орденами Червоної Зірки.